# Les Amants de Tolède
Pour plus de détails, voir Fiche technique et Distribution.
Les Amants de Tolède est un film franco-italien réalisé par Henri Decoin et Fernando Palacios, sorti en 1953.

## Synopsis
En 1825, à Tolède, pour sauver son fiancé, opposant au régime, la belle Inès (Alida Valli) accepte d'épouser le chef de la police.

## Fiche technique
- Titre original : Les Amants de Tolède
- Réalisateurs : Fernando Palacios et Henri Decoin, assisté de Fabien Collin et Michel Deville
- Scénaristes : Claude Vermorel, François Chalais, Henri Decoin et Maurice Griffe, d'après la nouvelle de Stendhal, Le Coffre et le Revenant
- Décors : Léon Barsacq
- Photographie : Michel Kelber
- Musique : Jesús García Leoz et Jean-Jacques Grunenwald
- Son : Jacques Carrère
- Production : Raymond Eger, Francisco Madrid et Pierre Gurgo-Salice
- Sociétés de production : Films EGE, Lux Film et Atenea Film
- Pays :  France /  Italie
- Format : Noir et blanc - 1,37:1 - 35 mm - Son mono
- Genre : Drame
- Durée: 82 min
- Sortie en salle : 
  - France : 28 janvier 1953

## Distribution
- Alida Valli : Doña Inès Arrighin épouse Blas, la fiancée d'un rebelle libéral contrainte d'épouser le chef de la police pour sauver la vie de son amoureux
- Pedro Armendáriz : Don Alvaro Blas Basto y Mosquera, le cruel chef de la police, qui la contraint au mariage tout en étant éperdument amoureux d'elle
- Gérard Landry : Don Fernando de la Cierva, un gentilhomme impétueux, beau et fort, révolté contre le régime en place à Tolède, le fiancé d'Inès
- Françoise Arnoul : Sancha, une jeune patriote, la servante de Doña Inès
- Marisa de Leza : Isabella, sa sœur, qui fait de la contrebande et tient une épicerie-bazar
- José Sepulveda :  Ricardo, le lieutenant et l'âme damnée de Don Blas
- Rafael Bardem : Don Jaime Arrighi, un gentilhomme, le riche père d'Inès
- Manuel Aguilera : un officier
- Beni Deus : Marcos
- Jean-Henri Chambois: le sergent Ramos
- Felix Briones : un homme
- Ricardo Calvo : Don José
- Casimiro Hurtado : le charpentier
- Fernando Rey : la voix
- Santiago Rivero : un gendarme
- José Maria Lado : Pedro le bourreau
- Maria Francés : une villageoise
- Manrique Gil : le narrateur
- Manuel Kayser : le père confesseur
- Nati Mistral : une gitane
- Manuel Requena : l'aubergiste

## Voix françaises
- Denise Bosc (Alida Valli)
- Raymond Rognoni (Jose Maria Lado)
- Maurice Dorléac (Santiago Rivero)
- Jean-Henri Chambois (lui-même)
- Gérard Landry (lui-même)
- Françoise Arnoul (elle-même)